# Моррен Маггі
Моррен Маггі (порт. Maurren Maggi; нар. 25 червня 1976) — бразильська легкоатлетка, олімпійська чемпіонка.

## Виступи на Олімпіадах
| Олімпіада   | Дисципліна        | Місце             |
| ----------- | ----------------- | ----------------- |
| Сідней 2000 | стрибки у довжину | 24 (кваліфікація) |
| Пекін 2008  | стрибки у довжину | 1                 |